# Börje Sjöbom
Börje Sjöbom, född 1 april 1945 i Matfors, är en svensk isracingförare som blev 5:a i den individuella VM-finalen 1976 i Assen, Holland . 
Börje Sjöbom debuterade i Landslaget 1968. Han deltog även i VM-finalerna 1969 i Inzell, Österrike och 1972 i Nässjö. Han fick bronsmedalj i lag-VM 1980 i Eindhoven, Holland tillsammans med Hans Johansson, Per-Olov Serenius och var SM-fyra 1980. Han körde isracing för SMK Sundsvall och för Tjurarna från Njurunda Han anses vara den största motorcykelkille som Njurunda MK fostrat 
Han innehar fortfarande varvrekordet på banan i Zell am See sedan 1973, då han körde med den högsta snittfart som uppmätts på ett varv med hastigheten 114 km/h.

Sjöbom körde även speedway i slutet av 60-talet då han åkte ett par säsonger i högsta serien med Smederna från Eskilstuna och i början av 70-talet för Östersundsbaserade division Tre-laget Jämtarna .